# 대구광역시체육회
대구광역시체육회(大邱廣域市體育會, Daegu Sport Council)는 대구광역시의 학교체육 및 생활 체육의 진흥, 시민 건강과 체력 증진, 여가 선용 및 복지 향상 등을 위하여 대한체육회 산하에 설치된 기관이다.
체육회장은 4년 임기로 선출하며, 현재 박영기 회장은 2020년 1월 16일 제1대 민선 체육회장으로 취임하여, 연임 중이다.

## 연혁
- 1981년 7월 20일: 대구직할시체육회 설립
- 1995년 1월 1일: 대구광역시체육회로 명칭 변경
- 2016년 3월 2일: 현 대구광역시체육회 창립(체육회&생활체육회 통합)

## 조직도
- 사무처
  - 경영관리본부
    - 기획총무부
    - 시설관리사업소

  - 체육진흥본부
    - 경기운영부
    - 체육지원부
    - 스포츠과학센터

### 구군체육회
- 중구체육회
- 동구체육회
- 서구체육회
- 남구체육회
- 북구체육회
- 수성구체육회
- 달서구체육회
- 달성군체육회
- 군위군체육회

### 회원종목단체
- 74개 단체(2024년 9월 27일 기준)
  - 정회원 55
  - 준회원 10
  - 인정회원 9